# Liste der Monuments historiques in Sidiailles
Die Liste der Monuments historiques in Sidiailles führt die Monuments historiques in der französischen Gemeinde Sidiailles auf.

## Liste der Objekte
| Bezeichnung | Beschreibung          | Standort                               | Kennzeichnung | Schutzstatus | Datum | Bild |
| ----------- | --------------------- | -------------------------------------- | ------------- | ------------ | ----- | ---- |
| Glocke      | Bronze, 1239 gegossen | in der Kirche St-Pierre-St-Paul (Lage) | PM18000400    | Classé       | 1891  |      |